# Decimomannu
Decimomannu (Deximumannu o Dèximu Mannu in sardo) è un comune italiano di 8 377 abitanti della città metropolitana di Cagliari. Situata a circa 15 chilometri ad ovest di Cagliari confina a nord con il comune di Villasor, a nord-est con San Sperate, a ovest con Villaspeciosa e Decimoputzu e a sud con Assemini e Uta. Gli abitanti prendono il nome di decimesi, più raramente decimomannesi.

## Geografia fisica

### Territorio
Decimomannu è sorto in una zona pianeggiante all'interno di un'ansa del fiume Flumini Mannu e fece parte del sistema insediativo di centri storici disposti lungo il tracciato viario che accompagna la riva sinistra di quel fiume.
Per la sua posizione topografica ha sempre avuto una rilevante funzione itineraria: in epoca romana la famosa via che da Caralis conduceva a Sulcis, si biforcava a Mansum (oggi Elmas); un ramo proseguiva per Sextum (Sestu), Biora e Valenza (distrutte); l'altro ramo passava per Decimum proseguendo per Valeria, florida cittadina, e da lì per Sulki (presso l'odierna Sant'Antioco).

## Origini del nome
Il toponimo Decimomannu ha origini romane, come attesta il suo nome che significa "a dieci miglia da Cagliari" (Decimo ab urbe Karali miliario). Nel corso dei secoli, pur rimanendo simile, è stato modificato più volte.
Su carte e documenti di epoche diverse, ritroviamo: Decimo, Decimo Mayore, Decimo Manu, Decimopoco, Decimo susu, Decimo Mayor, Decimum Magnum. Il territorio di Decimo era molto più vasto di quello che occupa l'attuale comune e comprendeva anche comuni che ora hanno denominazioni diverse.

## Storia

### Preistoria e storia antica
I primi stanziamenti umani nel territorio di Decimomannu si fanno risalire al neolitico-calcolitico. Tra Decimo e Assemini si sono trovate testimonianze di un villaggio nuragico, accanto ad un ristorante della zona.
Nel 1879 fu riportata alla luce, durante i lavori della stazione, una necropoli nella quale, in molte tombe, furono rinvenute monete puniche in bronzo di conio globulare.
L'abitato, come in altri esempi nel Campidano, deve essersi formato in un tessuto originariamente costituito da un castrum militare che si è evoluto in seguito a diversi processi economici di sviluppo succedutisi col passare del tempo. Secondo Francesco Cesare Casula nei pressi di Decimo si svolse la battaglia campale del 215 a.C., nell'ambito della seconda guerra punica, che coinvolse i romani, guidati da Tito Manlio Torquato, e i sardo-punici comandati da Ampsicora. Lo scontro si risolse con una schiacciante vittoria romana.
La più rilevante testimonianza del periodo romano è costituita da due ponti, la cui presenza ci conferma che Decimo, grazie alla sua posizione, aveva una grande importanza nel campo della comunicazione sin dal periodo della dominazione romana.
I resti di un ponte si trovano sul Flumini Mannu, non lontano dalla statale 130. Dai ruderi e anche dalla larghezza del fiume nel punto in cui sorge la struttura, si desume che il ponte nelle sue origini fosse costituito da tredici arcate. I resti dell'altro ponte ad una sola arcata, che molti dicono di origine romana, si trovano in zona Su Meriagu, a meno di cento metri dalla superstrada Cagliari-Iglesias; vi scorreva il Riu Concias, di cui non v'è più traccia.
Altra opera, notevole del periodo romano, era l'acquedotto che da Villamassargia portava l'acqua a Cagliari. Anche di questa opera non sono quasi rimaste tracce.
Del periodo bizantino, Decimo non offre documenti o monumenti che sono invece rilevanti nel vicino paese di Assemini.

### Storia medievale e moderna
Nel medioevo il paese appartenne al Giudicato di Cagliari e fu il capoluogo della Curatoria omonima. Molti giudici fecero di Decimo la loro residenza. Con la distruzione di Santa Igia nel 1258, il territorio giudicale fu smembrato e la curatoria di Decimo fu assegnata a Ugolino e Gherardo della Gherardesca (dopo il 1272-1282 Decimo passò agli eredi di Gherardo).
Durante la conquista aragonese della Sardegna pisana si combatté il 29 febbraio 1324, non lontano dal territorio di Decimo, l'unico scontro campale tra eserciti Pisani e Aragonesi: la Battaglia di Lucocisterna. Tale scontro vide sconfitti i pisani e la conseguente nascita territoriale e giuridica del Regno di Sardegna e Corsica. Decimo rimase in mano aragonese fino al 1353 quando fu temporaneamente occupata dal superstite Giudicato di Arborea durante la guerra sardo-catalana; ritorno agli aragonesi due anni dopo, nel 1355.
Fece poi parte della Viscontea di Sanluri e, nel 1519, sotto gli Spagnoli, passò alla Baronia di Monastir, restandovi fino al 1839, quando, ormai in epoca sabauda, fu riscattata dagli ultimi feudatari, i Bou Crespi di Valdaura.
Al periodo spagnolo risale il sarcofago di Violante Carroz, figlia di Giacomo, Viceré di Sardegna, ora custodito nel cimitero del paese. Il sarcofago di pietra che si trovava nella chiesa di San Francesco di Stampace, a Cagliari, fu portato a Decimo dalla famiglia Cao-Pinna, che aveva acquistato i resti della chiesa e l'area circostante.

### Storia contemporanea
La guerra alla malaria fu sostenuta dall'ERLAAS (Ente Regionale per la Lotta Anti-Anofelica in Sardegna) dal 1946 al 1950, con il contributo organizzativo della Fondazione Rockefeller.
La campagna di disinfestazione fu condotta irrorando tutte le zone paludose, i rigagnoli, le pozzanghere, tutti i luoghi in cui potevano annidarsi le zanzare del tipo Anopheles Labranchiae e le loro larve con il DDT. È stata un'impresa di enorme portata, dal momento che in Sardegna vi lavorarono per 4 anni ben 32000 persone. Da molte decine di migliaia di casi di malaria, nel 1946, si scese a quota zero nel 1952.

### Simboli
Lo stemma e il gonfalone del comune di Decimomannu sono stati concessi con decreto del presidente della Repubblica del 29 luglio 1993.
Lo stemma è uno scudo troncato: nella parte superiore, su campo rosso, il numero romano X richiama la prima parte del nome del comune, mentre nella parte inferiore, su campo oro, una fascia ondata simboleggia il rio Mannu che bagna il paese.
Il gonfalone è un drappo partito di bianco e di azzurro.

## Monumenti e luoghi d'interesse

### Architetture religiose

#### Chiesa di Sant'Antonio Abate

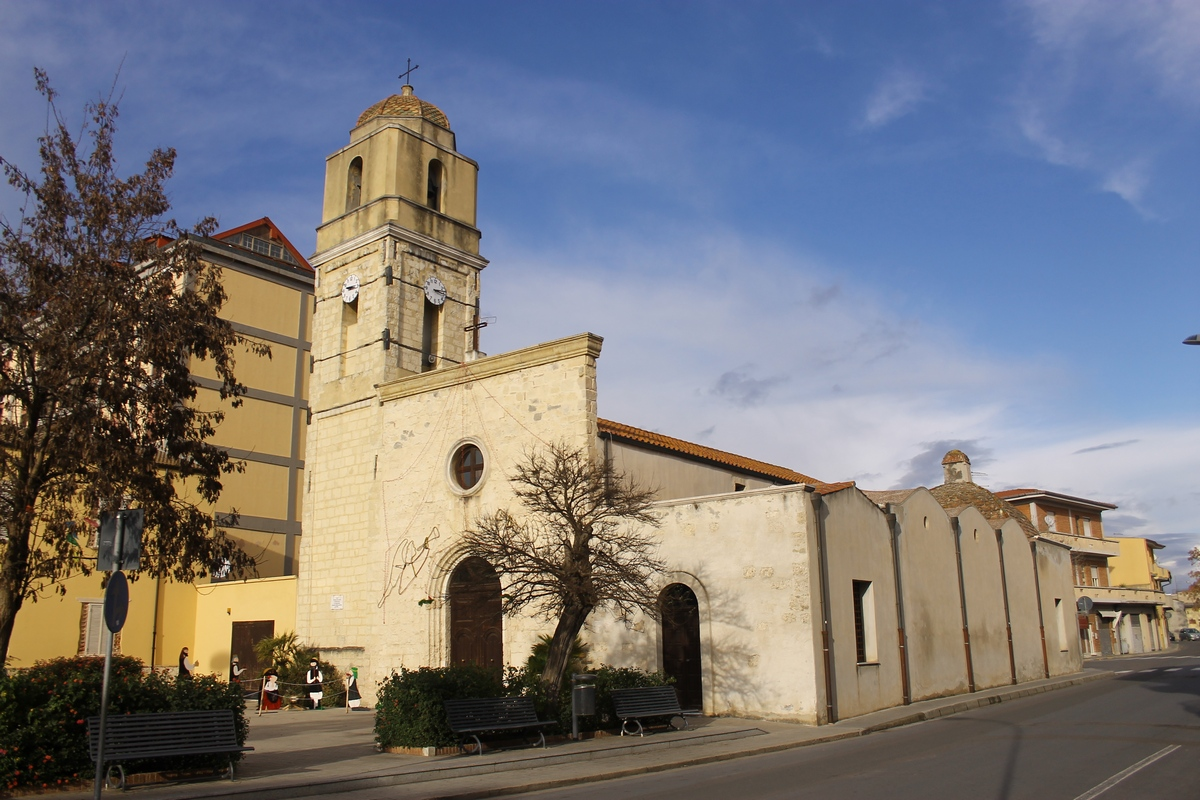
Chiesa di Sant'Antonio Abate

La chiesa parrocchiale di Sant'Antonio Abate risale al XVI secolo ed è in stile gotico-catalano. Nell'unica navata si innestano tre cappelle per lato: quelle a destra, originarie, hanno volte a crociera con nervature e gemme pendule, mentre quelle a sinistra, coperte a botte, sono più recenti e hanno subito rifacimenti. Attraverso un maestoso arco ad ogiva si accede al presbiterio dalla volta stellare. Di notevole rilievo sono i capitelli gotici dei pilastri sul lato destro della navata e il fonte battesimale del '700.
La facciata è impreziosita da un portale gotico e da un rosone; sul lato sinistro si erge la torre campanaria. La chiesa ha subito rifacimenti nel tempo, come risulta dai bollettini parrocchiali. Fino al 1922, la facciata della chiesa era rettangolare, come la finestra che, al posto del rosone, sovrastava il portone. Ai lati del portone si trovavano due rozzi sedili in pietra.
Nel 1922 fu fatta una questua nel paese per raccogliere i fondi necessari per il restauro della chiesa. In quella occasione la facciata subì una trasformazione notevole: su di essa fu eretto un timpano triangolare sormontato da una croce, la finestra rettangolare sopra il portone fu sostituita da una apertura circolare e furono eliminati i sedili in pietra.
In successivi restauri fu aggiunta la bussola nella porta della chiesa e il pavimento, inizialmente di pietra, fu rifatto con pianelle di cemento bianche e nere; per avere più spazio, furono eliminati i due altarini collocati davanti ai primi pilastri della navata centrale (in uno vi era un quadro raffigurante San Francesco di Paola e nell'altro uno raffigurante Santa Filomena); fu anche cambiata la pila per l'acqua benedetta, sostituendo la colonna, che era in granito grigio, con un'altra di pietra bianca, avanzo di colonna proveniente da una chiesa campestre andata in rovina.
Nel 1931, essendo aumentata la popolazione, si sentì l'esigenza di avere una chiesa più spaziosa: si resero comunicanti le cappelle di sinistra con porte ampie, seguendo lo stile delle medesime, e di fare archi ogivali tra le cappelle di destra, in modo da poter sfruttare tutto lo spazio. Nello stesso anno fu eliminata anche la scala in muratura all'interno del campanile, sostituita con una scala in legno che, passando vicino alla stanza dell'orologio, portava sopra questa, alle campane.
Nel 1932 furono decorate le cappelle laterali con dipinti eseguiti dal pittore Peppino Scano e da suo figlio e l'anno successivo furono riparati e ridipinti soffitto, porte e confessionali, in quanto era attesa la visita pastorale dell'arcivescovo di Cagliari, Ernesto Maria Piovella (che dovette poi essere rimandata al 21 gennaio 1934).
Nel 1938 fu realizzato l'impianto di illuminazione elettrica e fu collocato un cancelletto in ferro a chiudere le due balaustre che delimitavano il presbiterio. In un successivo intervento effettuato negli anni '50 venne riparata e modificata la facciata, prolungando lo spiovente destro della navata centrale anche sulla stanza accanto alla chiesa (sede dell'ufficio parrocchiale) e rivestendo il tutto, compreso il campanile, con lastroni di marmo. L'effetto estetico non era gradevole: la chiesa assunse l'aspetto di un capannone.
Nel 1993 viene restaurato il campanile e riportato all'antica bellezza: i lastroni di rivestimento vengono rimossi e le finestre ad arco, chiuse probabilmente nel secolo scorso, riaperte. Si mette in evidenza la tecnica di costruzione: la solidità della struttura è dovuta alla presenza di robusti tiranti posti a due diverse altezze.
Nel mese di gennaio 1995 iniziò il restauro, terminato nel 1998, che ha riportato la chiesa parrocchiale alla sua bellezza originale.

#### Chiesa di Santa Greca

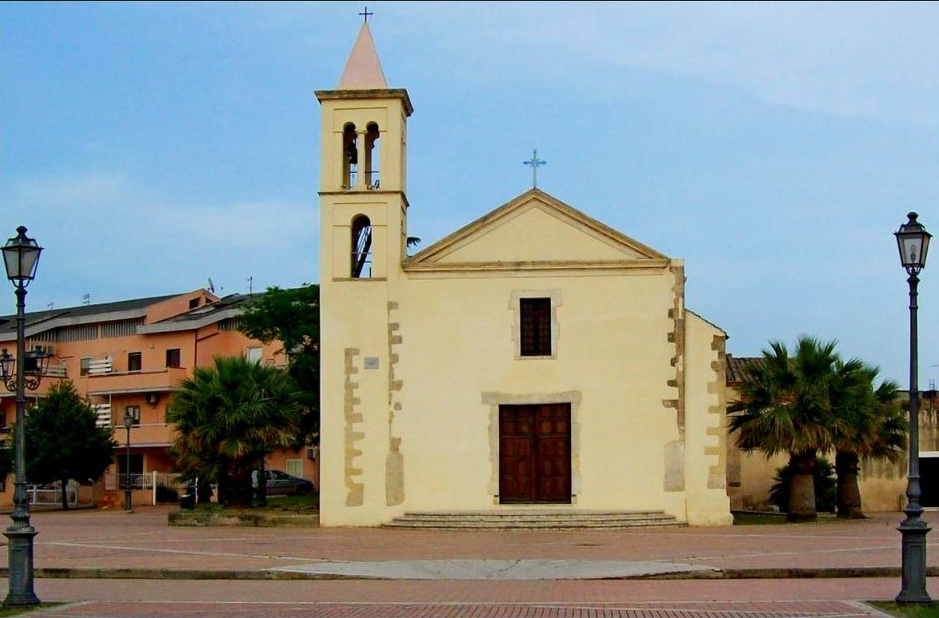
Chiesa di Santa Greca

Si ha notizia certa dell'esistenza a Decimo di una chiesa dedicata alla santa nel 1500, edificata su una più antica, non si sa di quale periodo (secondo Coroneo, dallo stile dovrebbe essere del XIII secolo), che aveva annesso un monastero di monache. Nel 1777 fu costruita una nuova chiesa su quella preesistente, della quale è rimasta solo l'abside, simile a quella nella forma e nelle strutture principali. Qualche anno dopo, nel 1792, furono edificati in marmo policromo l'altare ed il pulpito che si possono ammirare; l'autore era Giovanni Battista Franco marmoraro della valle d'Intelvi.
È in una bella posizione, a sud-ovest del paese, orientata, come si usava nell'antichità, con l'entrata principale a ponente e l'altare maggiore ad oriente. Ha subito modifiche in alcune parti esterne: nel 1928 fu demolito il campanile a vela che era situato al centro della facciata, costruito il timpano, ingrandita la finestra e costruito il campanile alto 18 metri.
Davanti all'ingresso principale vi era una lolla con colonne ottagonali che fu demolita nel 1933. Era riservata, nel tempo della festa e della fiera, ai venditori di argenteria, di gioielli e di altre cose di valore.
Nel 1981 si dovette intervenire in modo radicale su tutto l'edificio che presentava gravi lesioni agli archi e alle strutture portanti, per impedirne il crollo. Con l'interessamento dell'allora parroco, Raimondo Podda, e con la collaborazione dell'Amministrazione Comunale e della popolazione, si è riusciti ad ottenere dall'Assessorato ai Beni Culturali della Regione Sardegna i fondi necessari per un restauro completo.
Fondazioni, tetto, pavimento, intonaci, porte, finestre, impianto elettrico, lampadari: tutto è stato rinnovato riportando la chiesa alla sua struttura antica, quella del 1777, togliendo intonaci e verniciature di vario genere, specie agli archi, ai cornicioni e ai pilastri. In particolare la cupola è stata riportata alla bellezza originale, riaprendo tre finestre che erano state murate e dando così luce alla zona attorno all'altare.
Successivamente si è proceduto alla sistemazione dell'area antistante la chiesa: ora vi è un ampio sagrato pavimentato, interrotto da molte e grandi aiuole. In questo modo la chiesa rimane isolata dal traffico e dal rumore.
Un successivo intervento è stato necessario recentemente, dopo che un fulmine, durante un violento temporale la sera del 18 luglio 2006, ha colpito la croce situata sul campanile, facendola cadere sul sagrato insieme a vari calcinacci, bruciando le varie centraline elettriche dell'intera chiesa e creando delle piccole crepe nella struttura.

### Architetture civili

#### Ponte romano

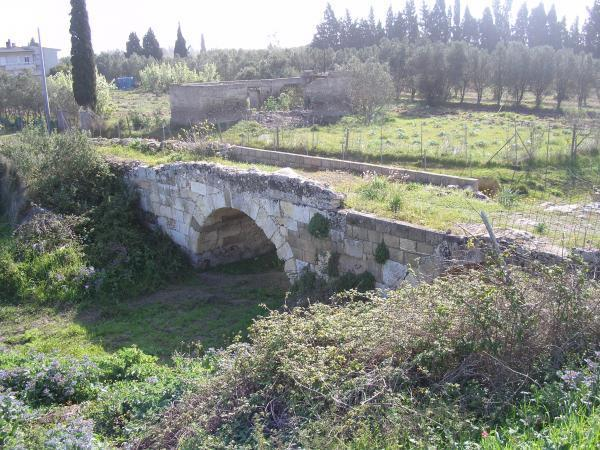
Ponte romano di Bingia Manna

Di notevole interesse è la presenza di un ponte romano attraversato dal rio Mannu, in località Bingia Manna, a sinistra della SS 130, all'altezza dell'odierno ponte.
Di questa antica costruzione, originariamente formata da 13 arcate, edificata in conci calcarei squadrati, oggi rimangono in piedi appena tre arcate; su una di esse è visibile quello che presumibilmente doveva essere un sarcofago in tufo calcareo, incastonato nella struttura della costruzione.
La misura complessiva di quanto ancora rimane è di m. 36,40. Secondo il Can. Giovanni Spano, ai suoi tempi il ponte romano di Decimo era assai più bello di quello di Porto Torres che, insieme a quelli di Sant'Antioco e di Gavoi erano gli unici ancora in piedi in Sardegna. Anche Giovanni Francesco Fara menziona il ponte romano di Decimo, "pons maximus terdecim fornicibus connexus" (un grande ponte, formato da tredici arcate).
Nel periodo compreso tra luglio 1995 e febbraio 1996 veniva effettuato il primo intervento di restauro e scavo archeologico. Durante quell'intervento, oltre agli urgenti lavori di restauro, vennero studiate le tecniche costruttive del ponte, di cui rimanevano ancora in piedi le prime tre arcate sul lato pertinente al territorio comunale di Decimomannu. L'uso di blocchi squadrati in calcare locale, perfettamente lavorati e combacianti tra loro, permette di datare l'opera tra la fine del I secolo a.C. e l'inizio del I secolo dell'era volgare.
Alcune strutture presso l'alveo del fiume facevano ipotizzare la sopravvivenza del piano stradale antico anche in questa zona. In occasione del nuovo cantiere, nel novembre 1999 veniva effettuato un saggio di scavo ai margini del rio Flumineddu, ormai a pieno regime d'acqua.
In conclusione, le strutture venute alla luce durante i recenti scavi presso il ponte romano, testimoniano per la prima volta in Sardegna l'esistenza, in epoca romana, di strutture pubbliche destinate all'approvvigionamento idrico dei viaggiatori che, con vari mezzi, attraversavano le strade dell'isola.

## Società

### Evoluzione demografica
Abitanti censiti

### Etnie e minoranze straniere
Al 31 dicembre 2019 la popolazione straniera ammontava a 203 persone, pari al 2,5% della popolazione totale. Le nazionalità principali sono:
- Romania 47
- Nigeria 42
- Marocco 28

### Lingue e dialetti
La variante del sardo parlata a Decimomannu è il campidanese occidentale.

### Tradizioni e folclore

#### Decimomannu e il culto di Santa Greca
Non è semplice spiegare chi era Santa Greca, perché si rischia di scambiare la leggenda per storia. Da circa 1700 anni è conosciuta, amata e venerata non solo dai decimesi ma dalla Sardegna intera.
Secondo la lapide funeraria che sovrasta la sua tomba, ritenuta autentica del IV o V secolo dell'era cristiana, quando morì era una ragazza di 20 anni, 2 mesi e 9 giorni. I suoi genitori erano probabilmente oriundi della Grecia o esiliati in Sardegna perché cristiani, e proprio per ricordo della patria lontana avrebbero chiamato questa loro figlia con il nome di Greca. La reliquia di santa Greca fu ritrovata nel 1633,anni di ritrovamenti di molte false reliquie, come risulta dai documenti e atti notarili.
La data esatta della nascita di Greca è inutile cercarla nel buio della storia. Tenendo però per buona la tradizione che pone il suo martirio nella persecuzione di Diocleziano e Massimiano che raggiunse il suo culmine come estensione territoriale e come ferocia nel 304 d.C. Possiamo quindi dire che ci avviciniamo alla verità se diciamo che Santa Greca nacque nell'anno 284, il 12 ottobre.

## Infrastrutture e trasporti

### Strade
Decimomannu è collegata ai comuni limitrofi principalmente tramite tre strade statali: la SS 130 scorre immediatamente a est e a nord dell'abitato; da essa hanno origine a nord del territorio decimese anche la SS 130 Dir e la SS 196.

### Ferrovie

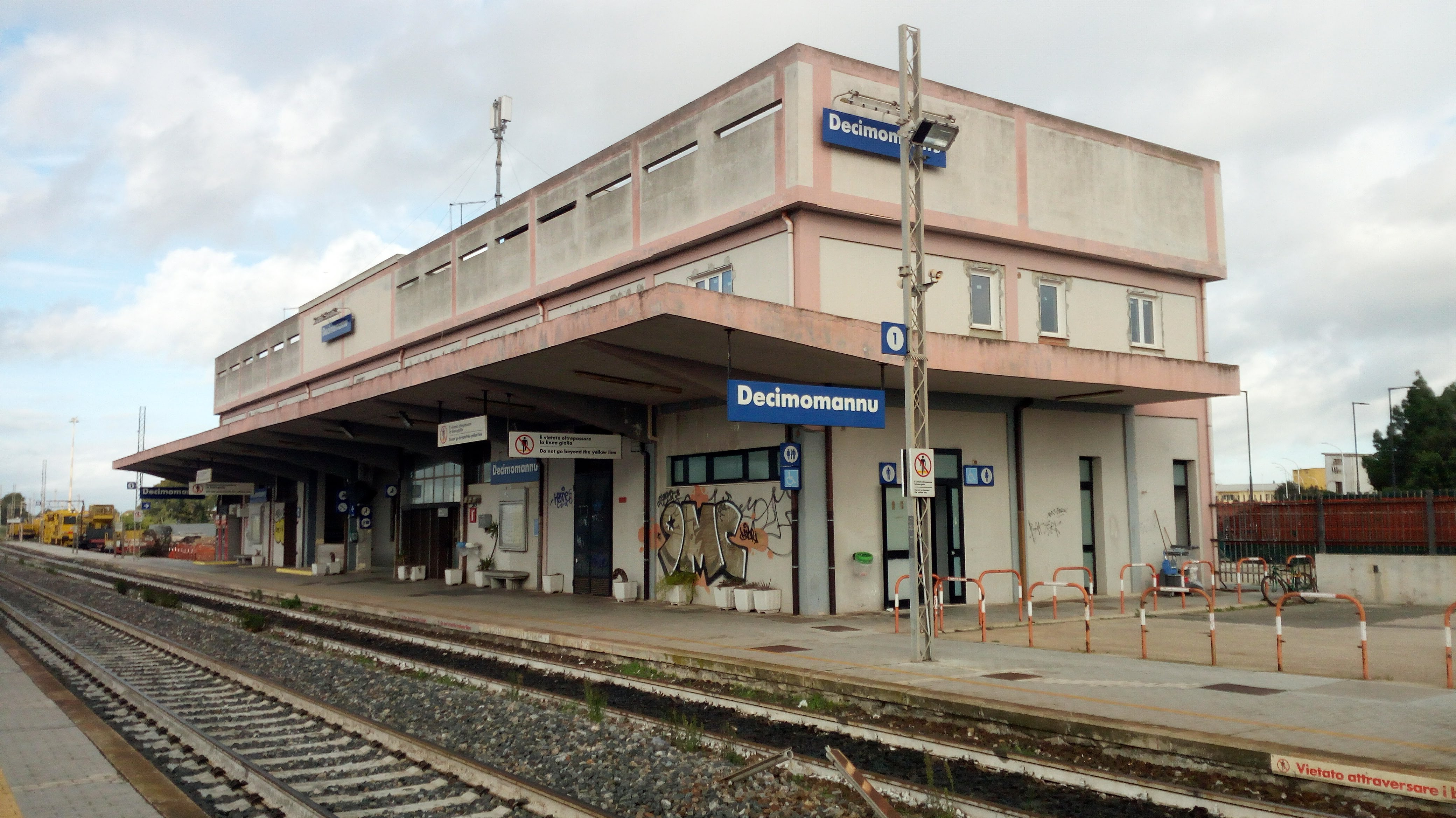
La stazione ferroviaria di Decimomannu

Importante crocevia ferroviario sardo, il comune è dotato dal 1871 di una stazione ferroviaria (l'originaria è stata sostituita da un nuovo impianto nel 1984) lungo la Dorsale Sarda, da cui ha origine inoltre una ferrovia verso Iglesias, entrambe gestite da RFI.

### Mobilità urbana
I servizi di autolinee dell'ARST e del CTM collegano Decimomannu con Cagliari e coi comuni limitrofi.

## Amministrazione
| Periodo          | Periodo          | Primo cittadino     | Partito                              | Carica  | Note   |
| ---------------- | ---------------- | ------------------- | ------------------------------------ | ------- | ------ |
| 23 aprile 1995   | 29 novembre 1998 | Leonardo Dario Mele | lista civica                         | Sindaco | [ 8 ]  |
| 29 novembre 1998 | 25 maggio 2003   | Eliseo Secci        | liste civiche di centro-destra       | Sindaco | [ 9 ]  |
| 25 maggio 2003   | 15 giugno 2008   | Leopoldo Trudu      | lista civica                         | Sindaco | [ 10 ] |
| 15 giugno 2008   | 26 maggio 2013   | Luigi Porceddu      | lista civica "Cambiamo Insieme"      | Sindaco | [ 11 ] |
| 27 maggio 2013   | 10 giugno 2018   | Anna Paola Marongiu | lista civica "Progetto X Decimo"     | Sindaco | [ 12 ] |
| 11 giugno 2018   | 29 maggio 2023   | Anna Paola Marongiu | lista civica "Progetto X Decimo 2.0" | Sindaco | [ 13 ] |
| 29 maggio 2023   | in carica        | Monica Cadeddu      | lista civica "Nuova mente Decimo"    | Sindaco | [ 14 ] |